# Микрантемум малоцветковый
Микра́нтемум малоцветко́вый (лат. Micránthemum micranthemoídes) — водное растение; вид рода Micranthemum семейства Linderniaceae (ранее относился к семействам Подорожниковые либо Норичниковые). Родина — тропические районы Америки. Используется как аквариумное растение.

## Ботаническое описание
Болотное растение с удлиненным ветвящимся стеблем. Листья светло-зеленые, около сантиметра в длину. Листовые пластины без черешка, по 3-4 на мутовке. В высоту достигает 30 сантиметров. Корневая система слабая. 

## Культивирование
При содержании растения в аквариуме оптимальная температура составляет 24—28 °C, Освещение требуется очень яркое, не менее 0,6 Вт/л. Жесткость воды от очень мягкой до очень жесткой, pH 5-8.
При правильных условиях содержания и ярком освещении выделяет видимые пузырьки кислорода. Рекомендуется для среднего и заднего плана, высаживается группой. Импортируется в виде парниковой формы, поэтому многие ошибочно считают, что это растение будет расти в аквариуме низким «ковриком» на переднем плане аквариума.